# Trypostega claviculata
Trypostega claviculata är en mossdjursart som först beskrevs av Walter Douglas Hincks 1884.  Trypostega claviculata ingår i släktet Trypostega och familjen Trypostegidae. Inga underarter finns listade i Catalogue of Life.